# Morelladon
Morelladon beltrani
Genre
Espèce
Morelladon est un genre de dinosaures herbivores ornithopodes du groupe des Styracosterna. Il est représenté par une espèce unique, Morelladon beltrani, décrite à partir de restes fossiles retrouvés dans des strates du Crétacé inférieur en Espagne.
Ce dinosaure, d'une taille d'environ six mètres pour une masse de deux tonnes, avait pour particularité de posséder un voile dorsal recouvrant ses vertèbres dorsales et sacrées,.

## Étymologie
Le nom du genre Morelladon dérive de Morella, le nom de la localité type, et du grec ancien οδόντος, odóntos, « dent ».
Le nom spécifique, beltrani, lui a été donné en l'honneur de Víctor Beltrán pour sa collaboration dans la localisation des différents sites fossilifères.

## Publication originale
- (en) José Miguel Gasulla, Fernando Escaso, Iván Narváez, Francisco Ortega et José Luis Sanz, « A New Sail-Backed Styracosternan (Dinosauria: Ornithopoda) from the Early Cretaceous of Morella, Spain », PLOS One, PLoS, vol. 10, no 12,‎ 2015, e0144167 (ISSN 1932-6203, OCLC 228234657, PMID 26673161, PMCID 4691198, DOI 10.1371/JOURNAL.PONE.0144167, lire en ligne).